# Friedrich Eppelsheim

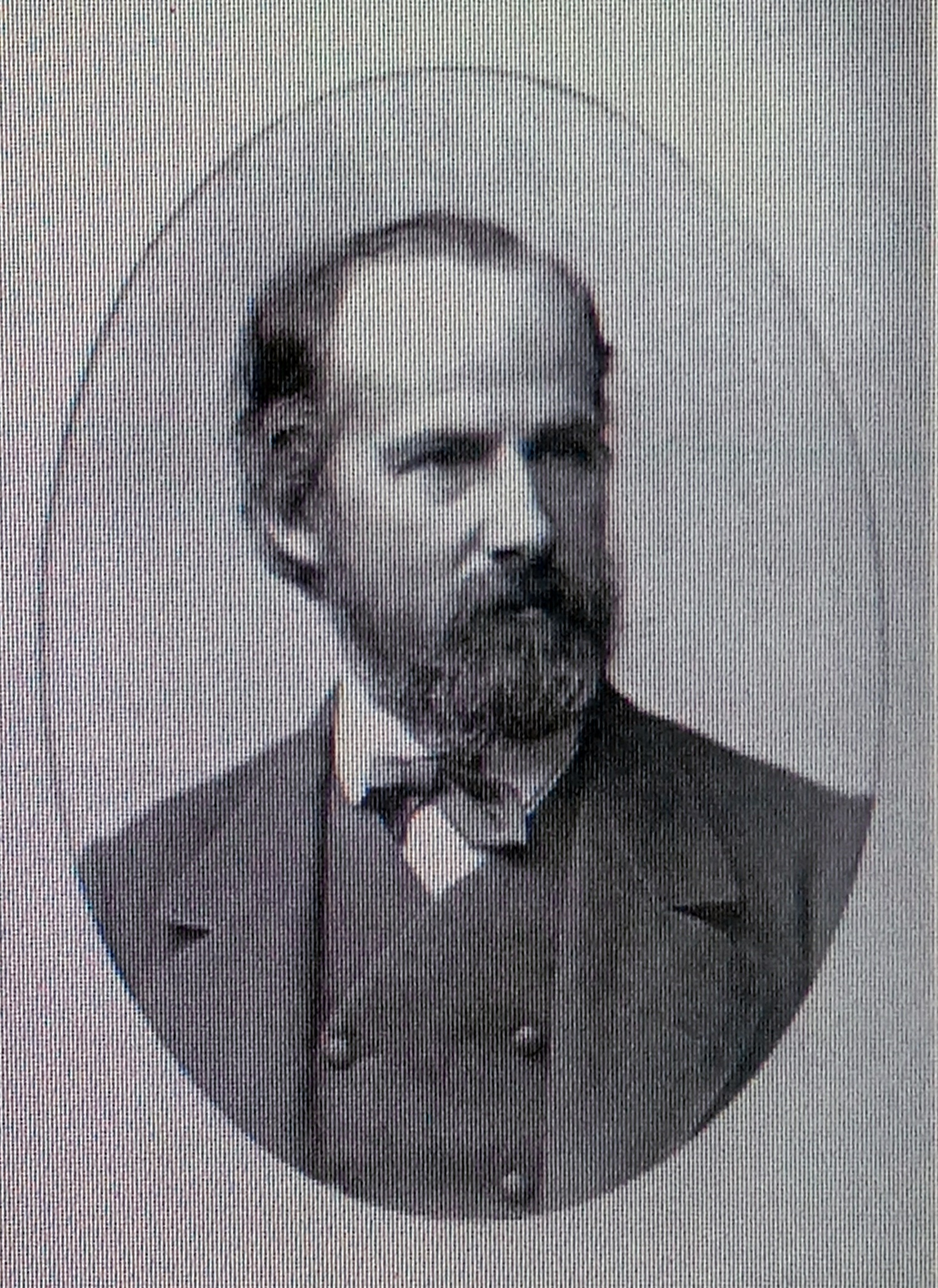
Friedrich Eppelsheim

Friedrich Eppelsheim (* 22. Februar 1834 in Bad Dürkheim; † 11. Februar 1899 in Grünstadt) war ein bayerischer Jurist und Lepidopterologe (Schmetterlingsforscher).

## Leben
Friedrich Eppelsheim, Sohn des Politikers und Gutsbesitzers Eduard Eppelsheim(er) (1808–1866), besuchte das Gymnasium seiner Heimatstadt Bad Dürkheim. Er studierte Jura an der Universität Heidelberg  und trat in den Staatsdienst des Königreichs Bayern ein.  Erst war er in Zweibrücken tätig, dann als Bezirksgerichts-Assessor in Kaiserslautern. Mit Datum vom 19. April 1866 wurde Friedrich Eppelsheim Landrichter in Grünstadt.  Er stieg hier auf bis zum Oberamtsrichter und ging 1899, kurz vor seinem Tod, krankheitsbedingt in Pension.

## Lepidopterologie
Schon früh interessierte sich Friedrich Eppelsheim für Naturkunde und engagierte sich zusammen mit seinem Bruder Eduard Eppelsheim (1837–1896) in der „Pollichia“, dem Naturkundlichen Verein der Pfalz. Während der Bruder ein namhafter Staphylinidenforscher (Käfer) wurde, wandte sich Friedrich Eppelsheim den Schmetterlingen zu. Der Botaniker und Pollichia-Gründer Carl Heinrich Schultz schrieb 1859 an den Entomologen Carl von Heyden: „Ich kann Ihnen unsere drei Lepidopterologen der Pfalz sehr empfehlen: 1. Reg. Rath Bertram, 2. Friedrich Schwerd, 3. Rechtscandidat Eppelsheim von Dürkheim, in Zweibrücken, ein sehr viel versprechender Schüler der Pollichia.“
Eppelsheim gehörte über 25 Jahre dem damals auf diesem Gebiet führenden „Entomologischen Verein Stettin“ an und publizierte öfter Artikel in dessen deutschlandweit als Fachorgan geltender Entomologischen Zeitung. Er besaß eine sehr bedeutende Schmetterlingssammlung von über 25.000 Exemplaren, die nach seinem Tod verkauft wurde.
Auf der 49. Versammlung Deutscher Naturforscher und Ärzte, abgehalten von der Gesellschaft Deutscher Naturforscher und Ärzte, leitete er am 23. September 1876 in Hamburg die Entomologensitzung über die Präparierung von Insekten.
Der Schmetterlingskundler Otto Staudinger benannte 1885 ihm zu Ehren einen Kleinfalter als „Chrysoesthia eppelsheimi“, da er von Friedrich Eppelsheim entdeckt worden war. 1901 benannte man die Miniermotte „Parornix eppelsheimi“ nach ihm, weil er sie im Heidesheimer Schlosspark aufgespürt und eingehend wissenschaftlich untersucht hatte.